# Reinhold Ranftl
Reinhold Ranftl (* 24. Jänner 1992 in Feldbach) ist ein österreichischer Fußballspieler. Er spielt auf der Position eines rechten Mittelfeldspielers.

## Karriere

### Verein
Ranftl begann seine Karriere beim SCU Kapfenstein in der Steiermark. 2005 wechselte er zum UFC Fehring, wo er 2008 als 16-Jähriger in die erste Mannschaft geholt wurde. Insgesamt spielte er drei Saisonen in der steirischen Landesliga, der vierthöchsten österreichischen Spielklasse, in der er sein Debüt am 25. Mai 2008 gegen den WSV St. Lambrecht gab. Ranftl kam auf 46 Einsätze und zwei Tore bei den Fehringern.
2010 wechselte er in die zweite Mannschaft des SK Sturm Graz, wo er sofort Stammspieler der Regionalliga Mitte-Mannschaft wurde. Sein erstes Pflichtspiel machte er am 7. August 2010 gegen den SV Feldkirchen, als er in der 65. Minute für Stefan Stangl eingewechselt wurde. Das Spiel wurde 2:3 verloren. Nach zwei weiteren guten Saisonen bei den Amateuren wurde er 2013 in den Kader der ersten Mannschaft geholt und gab sein Bundesligadebüt unter Trainer Markus Schopp am 11. Mai 2013 gegen den FC Admira Wacker Mödling, als er in der 83. Minute für Florian Kainz eingewechselt wurde. Das Auswärtsspiel in der Südstadt endete mit einer 0:3-Niederlage.
Nachdem er in der zweiten Hälfte der Saison 2013/14 an den TSV Hartberg verliehen war, wechselte er im Sommer 2014 zum SC Wiener Neustadt.
Im Sommer 2015 wechselte er in die oberösterreichische Hauptstadt zum Zweitligisten LASK. Mit dem LASK stieg er 2017 in die Bundesliga auf. In sechs Spielzeiten bei den Oberösterreichern kam er zu insgesamt 241 Pflichtspieleinsätzen, unter anderem machte er 125 Bundesligapartien sowie 16 in der UEFA Europa League.
Zur Saison 2021/22 wechselte er nach Deutschland zum Zweitligisten FC Schalke 04, bei dem er einen bis Juni 2024 laufenden Vertrag erhielt. Mit Schalke stieg er zu Saisonende in die Bundesliga auf. Durchsetzen konnte sich Ranftl bei den Gelsenkirchnern aber nicht, nach zwölf Einsätzen bis zur Winterpause erhielten im Frühjahr zumeist andere Spieler, wie die Neuzugänge Andreas Vindheim oder Marius Lode, den Vorzug und Ranftl kam nur noch dreimal zum Zug. Nach dem Aufstieg wurde er dann zur Saison 2022/23 in seine Heimat an den Bundesligisten FK Austria Wien verliehen. Für die Wiener kam er während der Leihe zu 31 Bundesligaeinsätzen. Im Juni 2023 wurde er von der Austria dann fest verpflichtet und erhielt einen bis 2026 laufenden Vertrag.

### Nationalmannschaft
Ranftl absolvierte im Mai 2008 gegen Estland ein Spiel für die österreichische U-17-Auswahl. Im November 2019 wurde er als Ersatz für den verletzten Alessandro Schöpf erstmals für die A-Nationalmannschaft nominiert. Sein Debüt für diese gab er im November 2019, als er in der EM-Qualifikation gegen Lettland in der 77. Minute für Stefan Ilsanker eingewechselt wurde.

## Erfolge
LASK
- Österreichischer Zweitligameister: 2017

FC Schalke 04
- Deutscher Zweitligameister: 2022